# هل‌یه
هِل‌یه (به انگلیسی: Hellyeah) ابرگروه هوی متال آمریکایی بود که در سال ۲۰۰۶ تشکیل شد. پنج عضو اصلی گروه چاد گری (خواننده)، گرگ تریبت (ریتم گیتار)، تام مکسول (لید گیتار)، باب زیلا (بیس گیتار) و وینی پال (درامز) بودند. اولین آلبوم هل‌یه در سال ۲۰۰۷ منتشر شد.

## آلبوم‌ها
- (۲۰۰۷) - هل‌یه
- (۲۰۱۰) - رمیدن
- (۲۰۱۲) - گروه برادران
- (۲۰۱۴) - خون در برابر خون
- (۲۰۱۶) - انکار ناپذیر
- (۲۰۱۹) - به خانه خوش‌آمدی

## اعضا
- چد گری: وکال
- تام مکسول: ریتم گیتار
- کریستین بریدی: لید گیتار
- کایل ساندرز: بیس گیتار
- وینی پال: درامز

## لینکهای مرتبط
- www.hellyeahrocks.com
- www.myspace.com/hellyeahrocks
- www.allmusic.com/hellyeah